# عین سلطان، ولایت سعیده
عین سلطان (به عربی: عين سلطان) یک شهرداری‌های الجزایر در الجزایر است که در ناحیه أولاد براهیم واقع شده‌است.
 عین سلطان  ۶٬۹۲۰ نفر جمعیت دارد.